# Merodon melota
Merodon melota är en tvåvingeart som först beskrevs av Seguy 1941.  Merodon melota ingår i släktet narcissblomflugor, och familjen blomflugor.
Artens utbredningsområde är Marocko. Inga underarter finns listade i Catalogue of Life.